# Chahtuk
 (juin 2018).
Chahtuk (en persan : چاه توك romanisé en Chāhtūk) est un village de la province du Sistan-et-Baloutchistan en Iran. Lors du recensement de 2006, sa population était de 93 habitants répartis dans 20 familles.